# Cephalotaxus lanceolata
Cephalotaxus lanceolata (кит.: 贡山三尖杉, gong shan san jian shan) — вид хвойних рослин родини головчатотисових.

## Поширення, екологія
Країни поширення: Китай (Юньнань). Цей вид росте розкидано у вічнозелених широколистяних лісів на висотах між 1450 і 1970 м над рівнем моря. Дуже мало відомо про його екологію.

## Морфологія
Дерево до 20 м у висоту і 40 см діаметра. Кора фіолетова, гладка. Листки темно-зелені зверху, лінійно-ланцетні, прямі або злегка серпоподібні, 4,5–10 см × 4–7 мм, тонко текстуровані і шкірясті, знизу білі смуги, вершини довго загострені. Аріли спочатку зеленуваті, коричневі при дозріванні. Насіння оберненояйцеподібні еліпсоїди, 3.5–4.5 см. Насіння дозріває з вересня по листопад.

## Використання
Це від малого і середнього розміру дерево, локально використовується для дров та будівництва, а також може мати лікувальні властивості.

## Загрози та охорона
Цей вид експлуатується для деревини та дров і великі дерева були в основному вирубані. Великомасштабні лісозаготівлі в даний час заборонені. Навколишнє середовище також було зменшене у зв'язку з вирубками лісів для розширення сільськогосподарських районів. Не відомо чи цей вид росте в охоронних територіях.